# カルノス
カルノス（古希: Κάρνος, Karnos）は、ギリシア神話の人物である。アカルナーニア地方の出身で、アポローン神の予言者。ヘーラクレイダイの帰還の物語に登場する。コノーンによるとアポローンの恋人という。

## 神話
ヘーラクレイダイ率いるテーメノスがポーキス地方の都市ナウパクトスでペロポネーソス半島に帰還する準備を進めていると、神懸かりした予言者が現れて予言の言葉を叫んだ。ヘーラクレイダイたちはペロポネーソス側の人間が災いをなすために送り込んだ魔術師と考え、彼らの1人ヒッポテースは槍を投げて予言者を殺した。するとこの出来事の後に彼らに災厄が降りかかり、建造した軍船はことごとく破壊され、兵も飢饉で離散してしまった。神託は災厄の原因が予言者の殺害にあり、殺害者を追放して、3つ眼の男を帰還の案内人とするべしと告げたため、ヒッポテースは追放され、片眼の馬に乗ったオクシュロスを案内者とすることで帰還を果たした。
パウサニアースによると、ヒッポテースに殺された予言者の名前はカルノスであり、彼はアポローン神の予言を授かっていたため、予言者を殺されたアポローンの怒りがヘーラクレイダイを襲ったと述べている。そのためヒッポテースは殺人の罪で追放され、カルノスを慰霊するためにアポローン・カルネイオスを崇拝することがドーリス人の間で習慣になった。
ただし、パウサニアースは予言者カルノスとアポローン・カルネイオスを結びつける伝承には懐疑的で、アポローン・カルネイオスはドーリス人以前からスパルタの、予言者クリオスの館で祭祀されていたという。